# Dit is de Nacht
Dit is de Nacht was een journalistiek radioprogramma van de Evangelische Omroep. In het programma op NPO Radio 1 behandelen verschillende presentatoren in de nacht van maandag op dinsdag als spin-off voor Dit is de Dag afwisselende thema's met gasten en bellers. Het programma hield op te bestaan in 2018.
BNNVARA-presentator Renze Klamer begon zijn carrière als radiopresentator bij Dit is de Nacht.